# Frank Sinclair
Frank Mohammed Sinclair (Lambeth, 3 dicembre 1971) è un allenatore di calcio ed ex calciatore giamaicano con passaporto britannico, di ruolo difensore.

## Carriera
È il primatista mondiale in fatto di autogol (25).

## Palmarès

### Club

#### Competizioni nazionali
- Coppa d'Inghilterra: 1

Chelsea: 1996-1997
- Coppa di Lega inglese: 2

Chelsea: 1997-1998
Leicester City: 1999-2000

#### Competizioni internazionali
- Coppa delle Coppe: 1

Chelsea: 1997-1998